# Dasyhelea labourdonnaisi
Dasyhelea labourdonnaisi är en tvåvingeart som beskrevs av Clastrier 1959. Dasyhelea labourdonnaisi ingår i släktet Dasyhelea och familjen svidknott.
Artens utbredningsområde är Réunion. Inga underarter finns listade i Catalogue of Life.